# Памятная медаль в честь первой всеяпонской переписи населения
Памятная медаль в честь первой всеяпонской переписи населения (яп. 第一回国勢調査記念章) — медаль Японской империи, учреждённая 17 июня 1921 года эдиктом императора Тайсё №272. Медалью награждались непосредственно участники переписи и те, кто способствовал переписи, используя своё положение. Мастер-медальер — скульптор Сёкичи Хата.  

## История

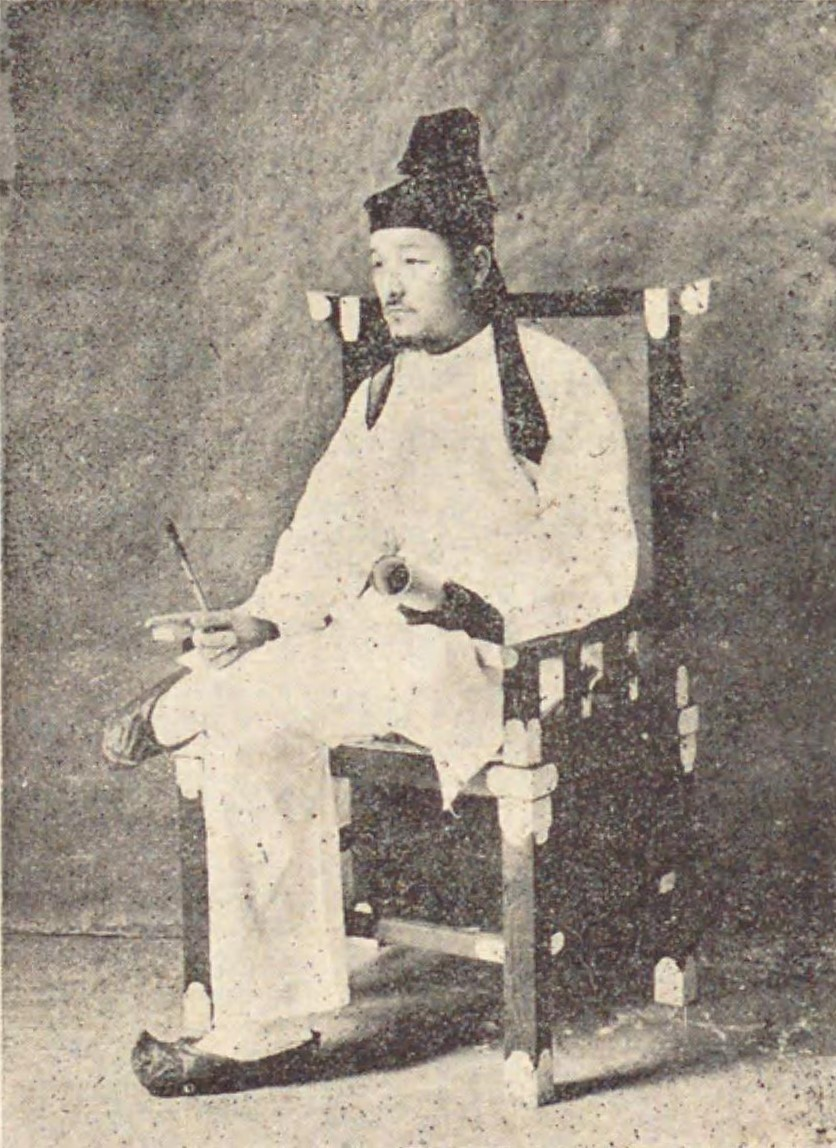
Изображение времён переписи

Первая всеяпонская перепись населения началась 1 октября 1920 года. Её результаты показали, что население Японской империи было на тот момент 55.963.513 человек. 
Через 11 лет будет учреждена Памятная медаль в честь переписи населения в Корее, аналогичная этой. Через 19 лет будет учреждена Памятная медаль в честь переписи населения Маньчжоу-го.   

## Описание награды
Медаль имеет форму правильного круга, диаметром 30 мм. Выполнена из тёмной бронзы. 

На аверсе: чиновник времён реформ Тайка (его изображение в сидячей позе было изображено на марках и плакатах), который стоит около стола и держит в правой руке палочку для письма, а в левой руке свиток с посемейной записью. Вокруг него — зубчатый выпуклый орнамент, символизирующий герб Японской империи — шестнадцатилистная хризантема. На реверсе надпись иероглифами: 大正九年国勢調査記念章十月一日 (9-й год Тайсе (1921), памятная медаль национальной переписи, 1 октября). Медаль крепится к кольцу путём звена, выполненного в форме листьев павловнии и почки. Лента медали из муарового шёлка, шириной 37 мм, фиолетовая, в центре белая 11-миллиметровая полоса, по краям ленты — 2 белые полосы по 2 миллиметра каждая. Футляр медали деревянный, на крышке футляра написано название медали. 

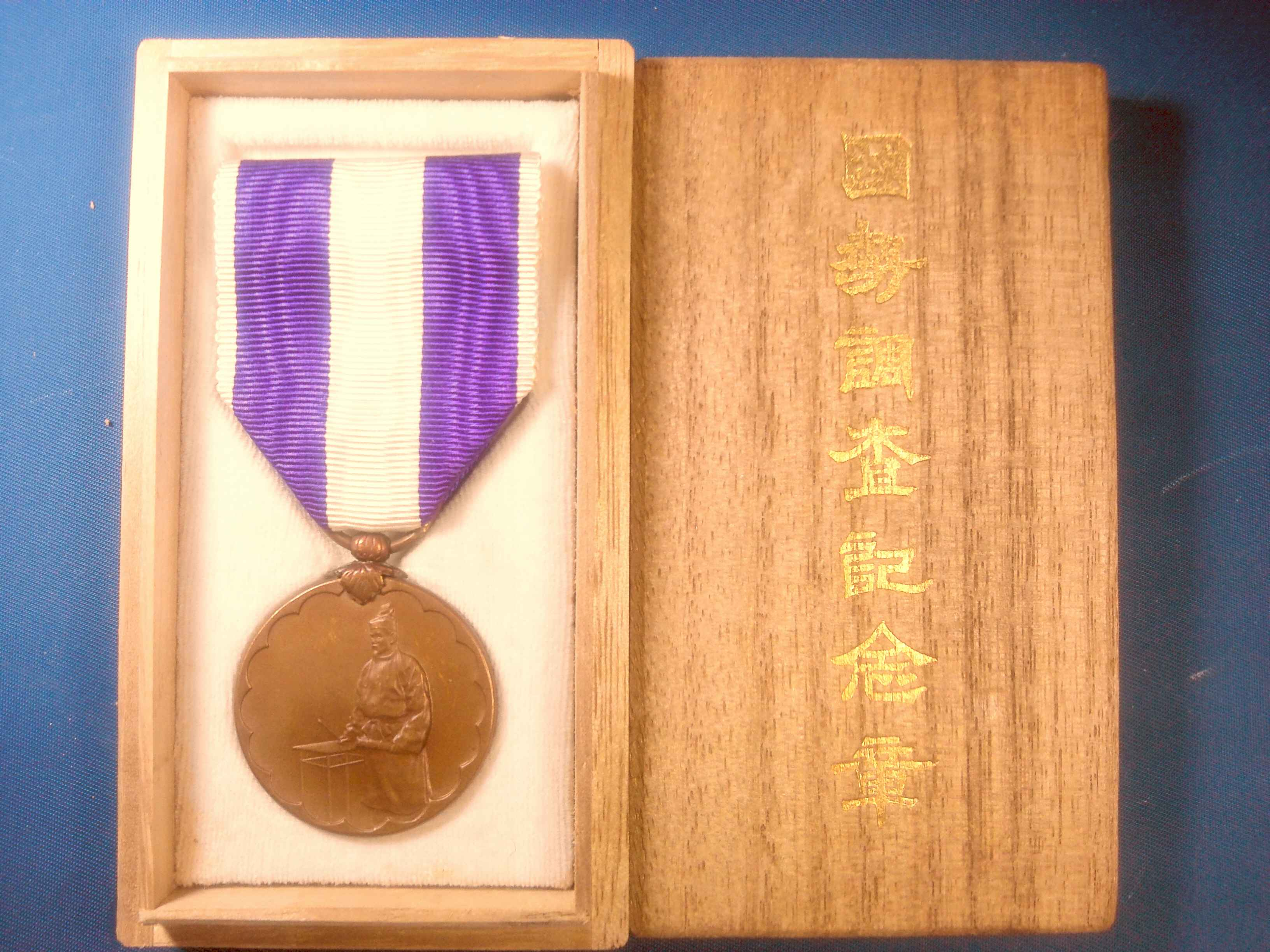
Медаль и футляр
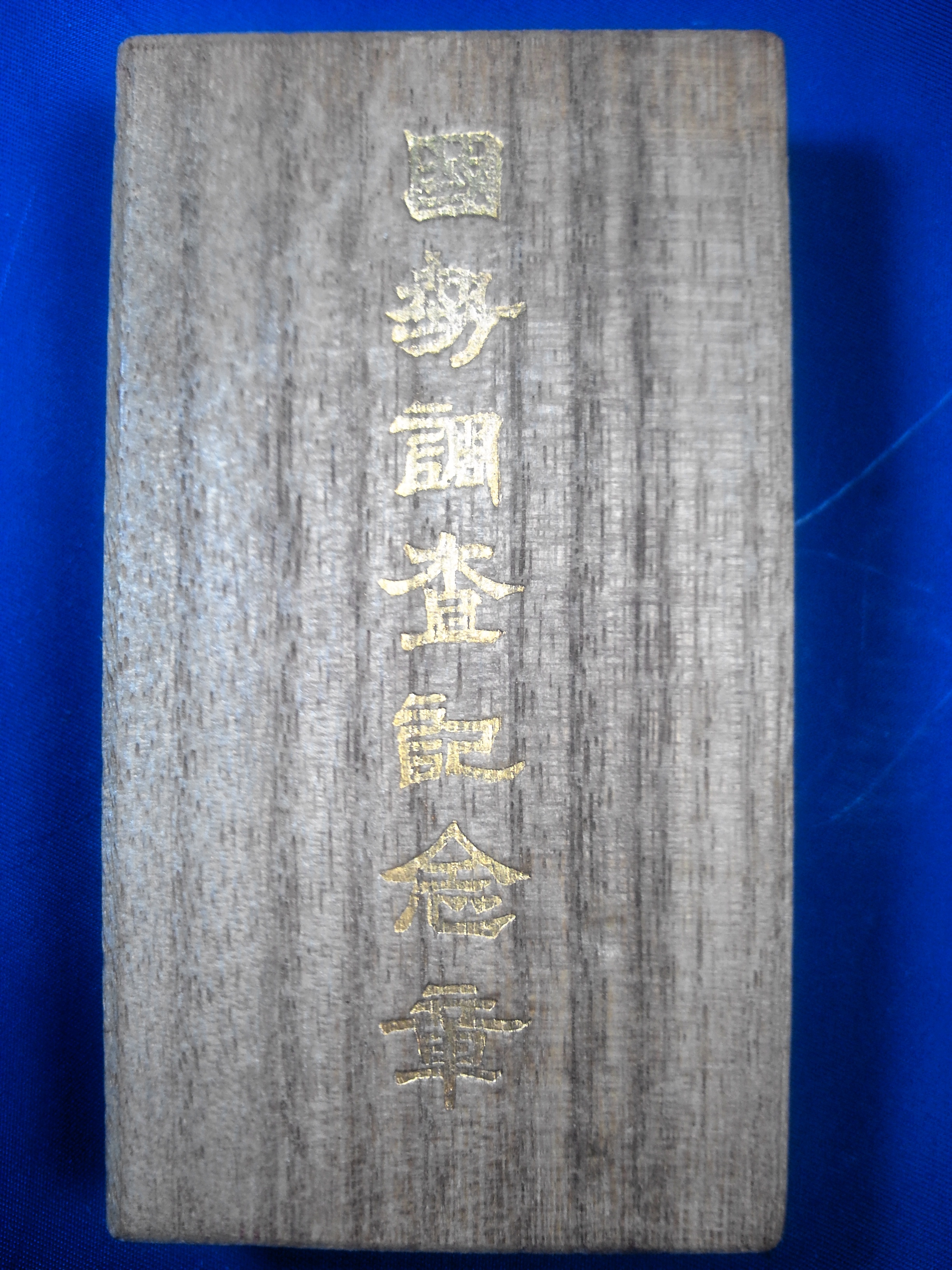
Ещё одна вариация футляра
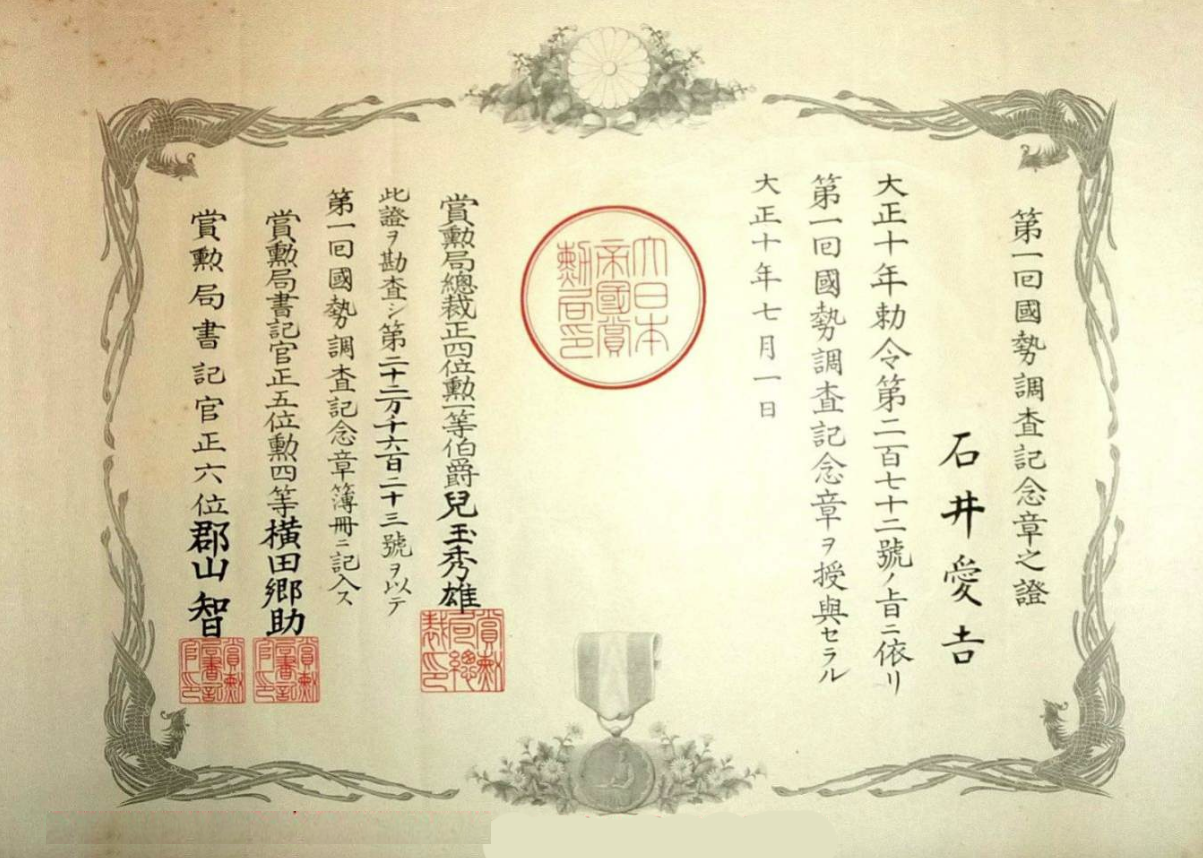
Документ для медали